# Stefan Hantel

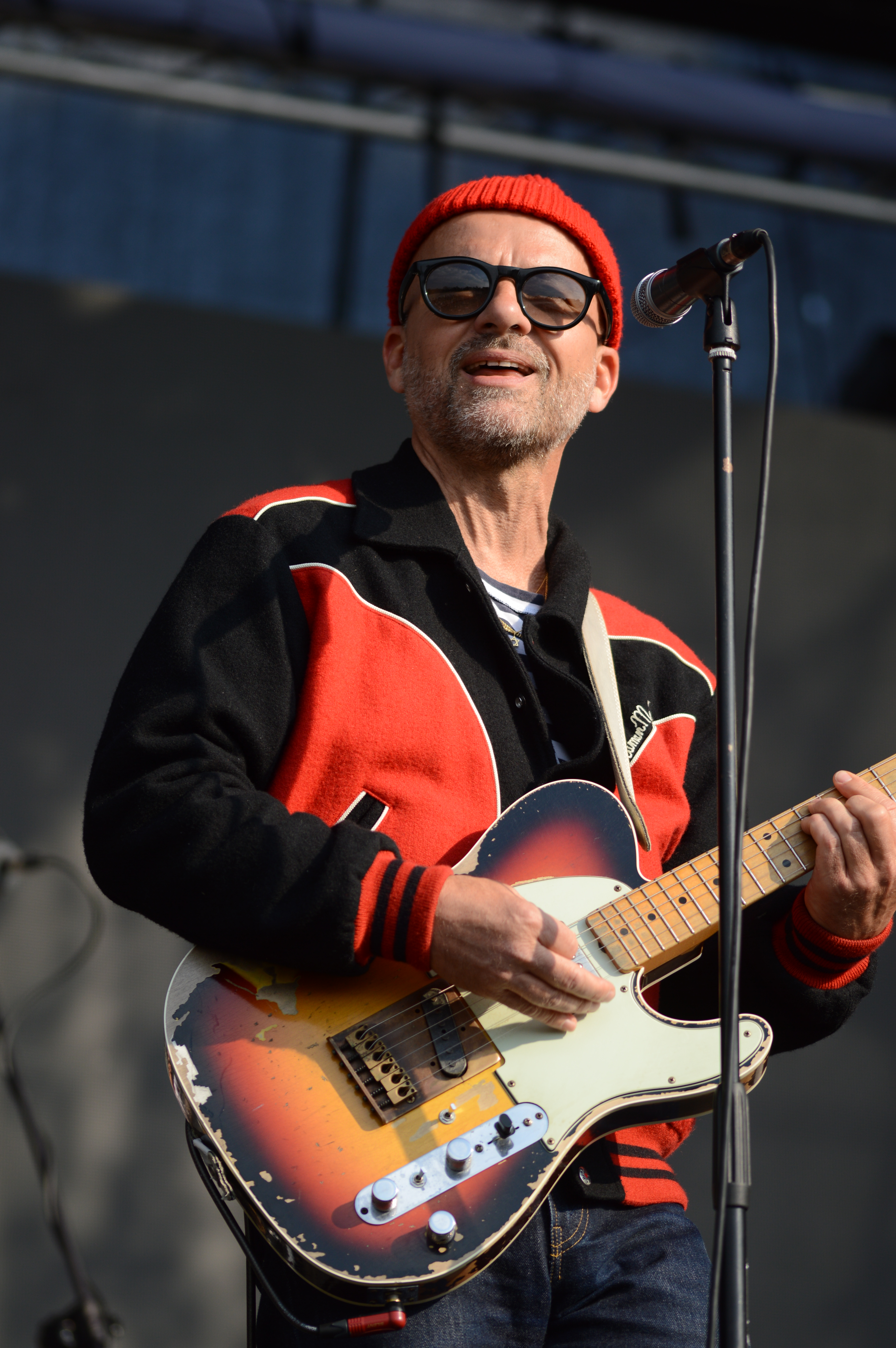
Shantel, 2022

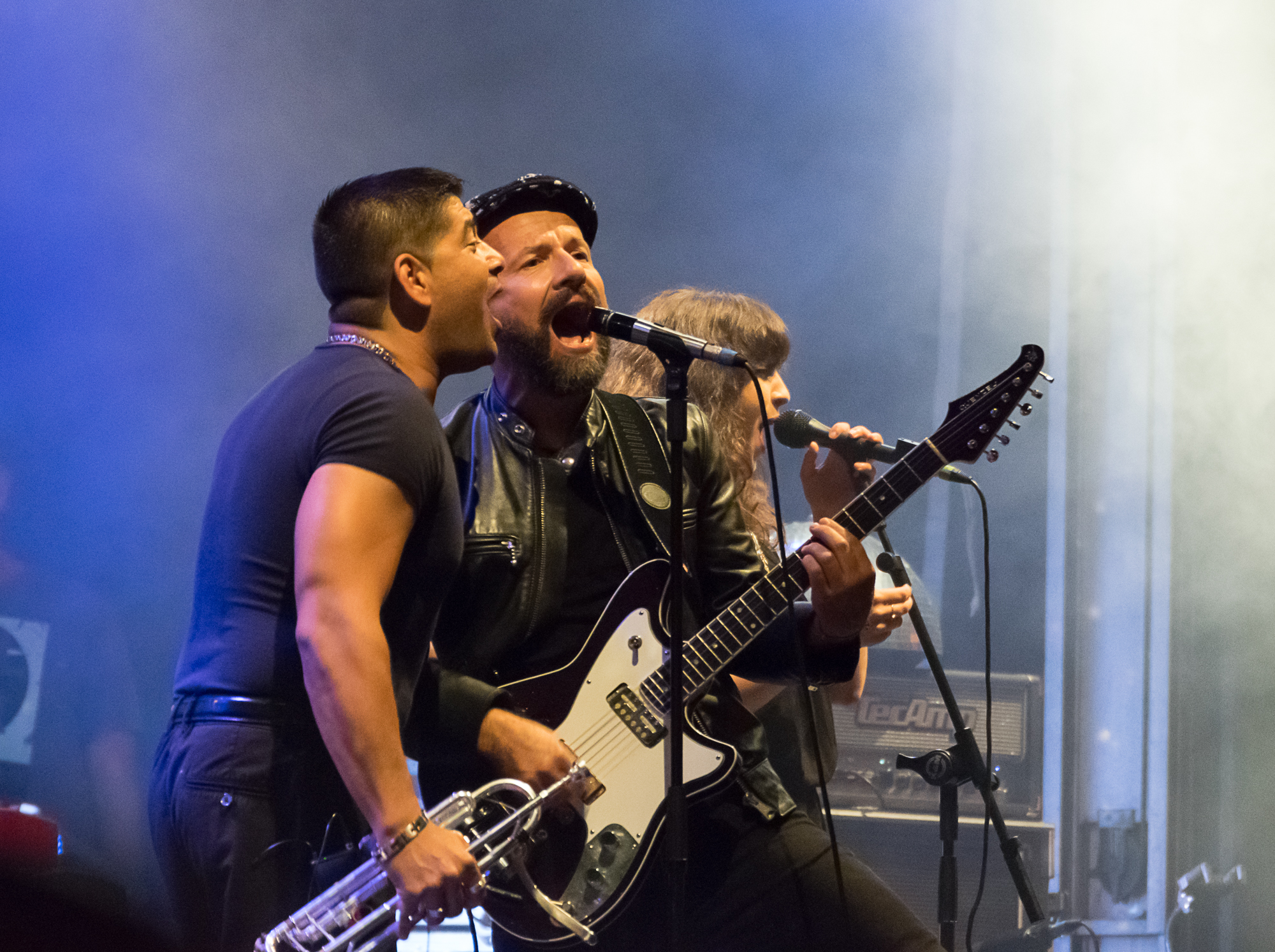
Shantel & Bucovina Club Orkestar, Detmolder Sommerbühne 2015

Stefan Hantel (* 2. März 1968 in Mannheim) ist ein deutscher Musiker, Musikproduzent und DJ, der unter dem Künstlernamen Shantel bekannt ist. Mit den 2003 und 2005 auf seinem Label Essay Recordings veröffentlichten Bucovina-Club-Compilations, die eine Auswahl modern interpretierter osteuropäischer Tanzmusik enthalten, gehört er zu den international populärsten Vertretern des Balkan-Pop.

## Leben und Wirken
Stefan Hantels jüdische Großeltern (mütterlicherseits) kamen aus der Bukowina, sie lebten in Czernowitz. Sein Großvater väterlicherseits war Grieche.
Seine Musikkarriere begann Shantel als Perkussionist und Fahrer einer griechischen Band. Im November 1987 begann er Partys im Frankfurter Bahnhofsviertel zu organisieren. Er veröffentlichte unter anderem beim Plattenlabel Studio K7. 1991 lebte er vorübergehend in Paris, wo er Grafikdesign studierte, aber auch als DJ aktiv war. Nach seiner Rückkehr nach Deutschland eröffnete er in Frankfurt am Main einen Club. 1994 gründete er gemeinsam mit Daniel Haaksman das Label Essay Recordings, das sie nach Haaksmans Umzug nach Berlin 1998 für mehrere Jahre ruhend stellten. 2001 produzierte er gemeinsam mit MC Mike Romeo den Song Inside, der vor allem durch zahlreiche Veröffentlichungen auf verschiedenen Compilations und die Verwendung im Werbespot der Aktion Mensch bekannt wurde.
2001 unternahm Hantel eine Reise in die Heimatstadt seiner Großeltern, Czernowitz. Er begann sich für osteuropäische Kulturen und Musik zu interessieren und ließ dies zunehmend auch in sein musikalisches Schaffen als DJ und Produzent einwirken. Die damalige Intendantin des Schauspiels Frankfurt, Elisabeth Schweeger, holte Hantel mit seiner Idee des Bucovina Clubs ins Haus. Hantels Veranstaltungen wurden so beliebt, dass das Schauspiel zeitweise zur In-Location avancierte. 2002 reaktivierte er mit Haaksman das Musiklabel und veröffentlichte die Compilation „Bucovina Club“, deren Titel er zusammenstellte und z. T. remixte. Er versammelte darauf bekannte Vertreter osteuropäischer Musik wie Fanfare Ciocărlia, Balkan Beat Box und das Sandy Lopicic Orkestar und förderte damit zugleich deren Bekanntheit in Westeuropa.
Die CD verkaufte sich weltweit gut und hatte zur Folge, dass einige Titel der CD für Film-Soundtracks und Werbespots herangezogen wurden. So war der Titel Bucovina unter anderem im Film Alles auf Zucker (2004) zu hören, aber auch in Werbespots. Auch für den weltweit erfolgreichen Film Borat (2007) des britischen Komikers Sacha Baron Cohen steuerte Shantel mit Mahalageasca (Bucovina Dub) einen Titel der Bucovina-Club-Compilation zum Soundtrack bei. Der Erfolg der CD veranlasste Shantel zur Veröffentlichung einer Bucovina Club 2 betitelten Fortsetzung. Zudem tritt Shantel seither auf Konzerten auf, wofür er das Bucovina Club Orkestar ins Leben rief, das die Live-Intonierung der von ihm produzierten Songs ermöglicht.
Seit der Reaktivierung seines Musiklabels 2003 nahm er auch einige osteuropäische oder von osteuropäischer Musik beeinflusste Musikgruppen unter Vertrag, die er teils bei seinen Osteuropareisen kennengelernt hatte.
Während Shantels frühe Produktionen eher dem Downbeat zuzuordnen waren, mischt er als DJ seit seiner Osteuropareise 2001 vermehrt elektronische Sounds ost- und südosteuropäischer Musik. Die Einflüsse sind der traditionellen Musik Südosteuropas zuzurechnen, insbesondere greift sie Elemente der rumänischen, albanischen, griechischen und auch slawischen Musik auf. Weiterhin legt Hantel besonderes Augenmerk auf den jiddischen Klezmer und die Musik der Roma und Sinti. Dabei kommen als wesentliches Merkmal häufig Blasinstrumente zum Einsatz.
Das ZDF-Magazin Aspekte berichtete 2005 über den Musiker und begleitete ihn auf einer Reise ins ehemalige Buchenland (Bukowina) auf der Suche nach Spuren seiner Vorfahren. 2006 wirkte Shantel als Musiker im Projekt Begegnungen – Eine Allianz für Kinder von Peter Maffay mit. Im selben Jahr produzierte Hantel das Album Alles verloren des Musikers Rainer Binder-Krieglstein.

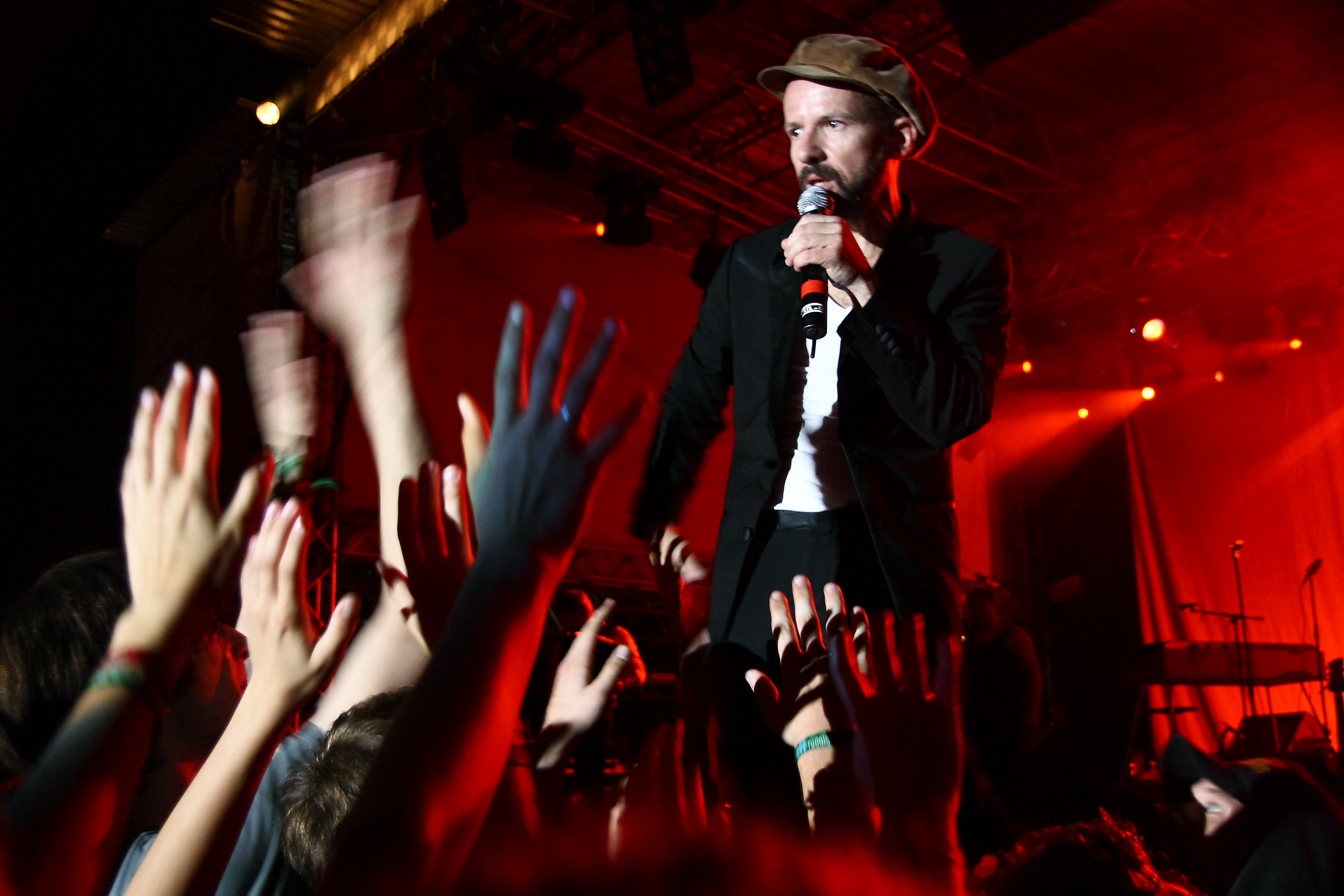
Shantel mit Bucovina Club Orkestar auf dem TFF Rudolstadt 2012

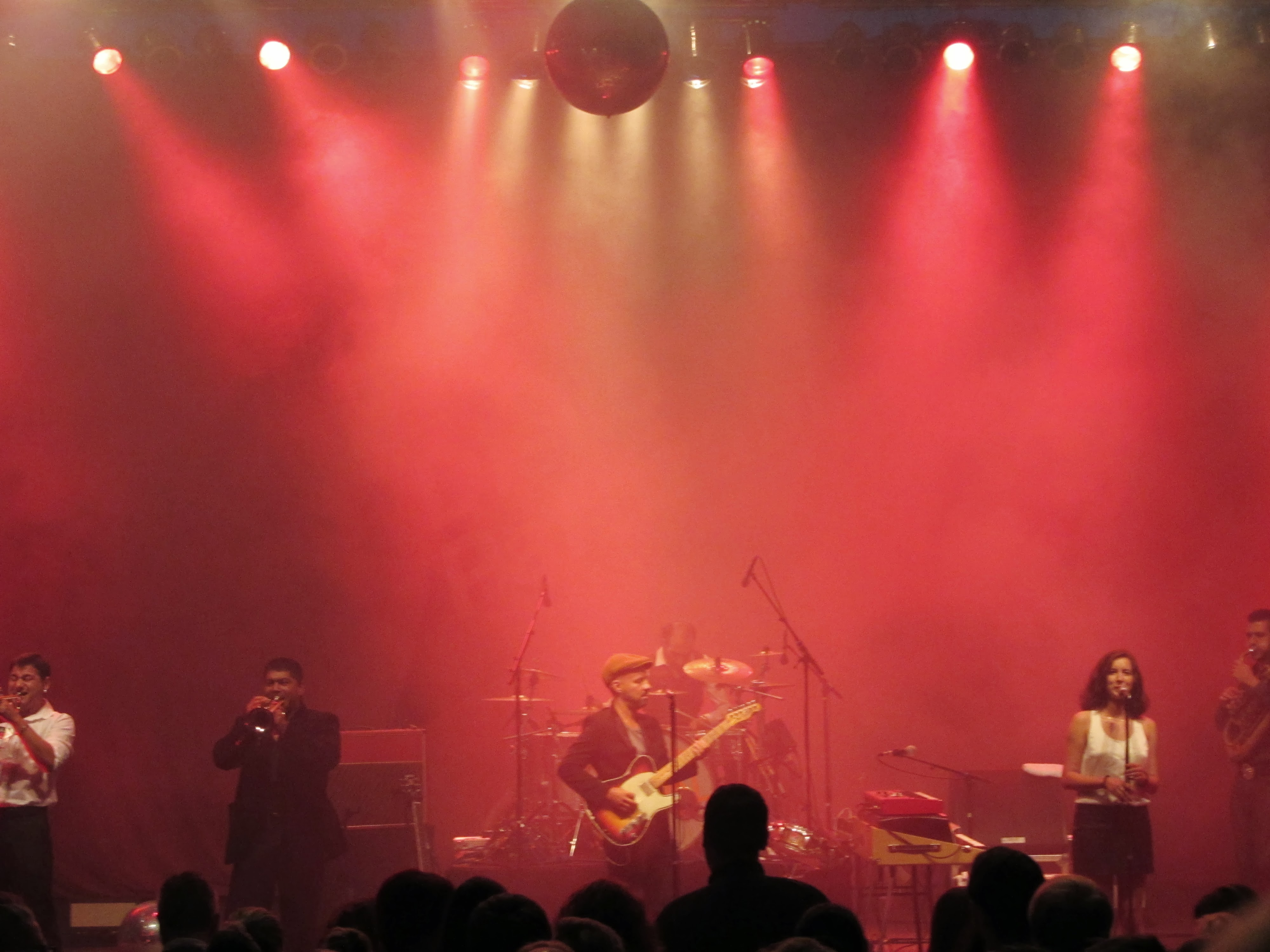
Shantel mit Bucovina Club Orkestar im Amphitheater Hanau 2013

Im August 2007 veröffentlichte Hantel das Soloalbum Disko Partizani. Die Texte sind vorwiegend auf Englisch und das Tempo der Stücke ist etwas langsamer, wenn auch der treibende „Balkan-Rhythmus“ als Grundelement erhalten bleibt. Für die Aufnahmen engagierte er bekannte Instrumentalisten, darunter auch Marko Marković, den Sohn des Trompeters Boban Marković. Als Sängerinnen sind die Balkan-R&B-Sängerin Miss Platnum, die Kanadierin Brenna MacCrimmon, die als Interpretin türkischer Musik bekannt ist, und Vesna Petković, die unter anderem im Sandy Lopicic Orkestar singt, zu hören. In Österreich stieg Disko Partizani am 14. September auf Rang 17 in die Album-Verkaufscharts ein. Im Oktober 2007 stand Disko Partizani auf Platz 1 der Europäischen World Music Charts, die allerdings keine Verkaufscharts, sondern das Ergebnis einer Jury europäischer Weltmusik-Radiomoderatoren sind. Auch die Filmmusik zum mehrfach ausgezeichneten Spielfilm Auf der anderen Seite (2007) des deutsch-türkischen Regisseurs Fatih Akın stammt von Shantel. Die Singles Disko Partizani und Disko Boy waren international, etwa in Rumänien, Polen und der Türkei (Top 10 der internationalen Hitparade), erfolgreich.
Am 28. August 2009 kam sein Album Planet Paprika heraus. Am 9. April 2010 erschien die Maxi Authentic e.p. auf allen digitalen Plattformen. 2010 trat er als einer der ersten deutschen Künstler auf dem Guča-Trompetenfestival in Serbien auf. 2011 veröffentlichte er den gemeinsam mit Oz Almog zusammengestellten Sampler Kosher Nostra.
Als Filmkomponist für Fatih Akins Film „Auf der anderen Seite“ hatte Shantel sich schon mit türkischen Musiktraditionen beschäftigt. Zudem fanden seine Konzertauftritte und Alben dort im Land besonders großen Zuspruch, er hatte Doppel-Platin-Auszeichnung für das Album Disko Partizani (2007) in der Türkei. Der Titeltrack wurde jahrelang als Jingle bei Übertragungen von Fußballspielen aller türkischen Ligen verwendet. Im Istanbuler Stadtteil Kadiköy hatte er einen Zweitwohnsitz. Im Mai 2020 brachte er ein Album heraus, das nicht nur im Titel Istanbul die Metropole am Bosporus feiert. Gemeinsam mit der Begleitband Cümbüş Cemaat, deren Mitglieder, lauter Session-Musiker, neue Texte auf seine elektronisch verfremdeten Adaptionen volksmusikalischer Melodien schrieben und mit ihm einspielten, entstand das Album.
2021 produzierte Shantel den offiziellen Titelsong Kids of the Diaspora für den ARD-Festakt anlässlich des Festjahres 1700 Jahre jüdisches Leben in Deutschland.
Er arbeitet in Frankfurt am Main und ist Vater eines Sohnes.

## Diskografie
Shantels erste Alben Club Guerilla sowie Auto Jumps & Remixes erschienen auf dem Label INFRACom!. Die folgenden Alben Higher than the Funk und Great Delay erschienen auf Studio K7. Danach veröffentlichte er nur noch auf seinem eigenen Label Essay Recordings.

### Alben
| Jahr | Titel                | Höchstplatzierung, Gesamtwochen, AuszeichnungChartplatzierungen (Jahr, Titel, Platzierungen, Wochen, Auszeichnungen, Anmerkungen) | Höchstplatzierung, Gesamtwochen, AuszeichnungChartplatzierungen (Jahr, Titel, Platzierungen, Wochen, Auszeichnungen, Anmerkungen) | Höchstplatzierung, Gesamtwochen, AuszeichnungChartplatzierungen (Jahr, Titel, Platzierungen, Wochen, Auszeichnungen, Anmerkungen) | Anmerkungen                                                           |
| Jahr | Titel                | DE | AT | CH | Anmerkungen                                                           |
| ---- | -------------------- | --- | --- | --- | --------------------------------------------------------------------- |
| 2005 | Bucovina Club Vol. 2 | — | AT54 (4 Wo.)AT | — | Erstveröffentlichung: Juni 2005 Kompilation                           |
| 2007 | Disko Partizani      | DE63 (1 Wo.)DE | AT17 (7 Wo.)AT | — | Erstveröffentlichung: August 2007                                     |
| 2009 | Planet Paprika       | DE71 (1 Wo.)DE | AT55 (1 Wo.)AT | CH74 (1 Wo.)CH | Erstveröffentlichung: August 2009                                     |
| 2011 | Kosher Nostra        | — | AT35 (2 Wo.)AT | — | Erstveröffentlichung: Mai 2011 mit Oz Almog                           |
| 2015 | Viva Diaspora        | DE76 (1 Wo.)DE | — | CH99 (1 Wo.)CH | Erstveröffentlichung: September 2015 mit Areti Ketime und Imam Baildi |

Weitere Veröffentlichungen
- 1995: Club Guerilla
- 1997: Auto Jumps & Remixes
- 1998: Higher Than the Funk
- 2001: Great Delay
- 2003: Bucovina Club
- 2007: Auf der anderen Seite (Soundtrack)
- 2013: Anarchy + Romance
- 2014: The Mojo Club Session
- 2018: The Bucovina Club Years
- 2020: İstanbul (mit Cümbüş Cemaat)[16]
- 2022: The Disko Partizani Years
- 2023: Mētrópolis

### Singles
- 2006: Mahalageasca (mit Mahala Raï Banda)
- 2007: Bucovina (mit Ian Oliver)
- 2007: Disko Partizani
- 2007: Disco Boy
- 2007: Marko i Shantel
- 2021: Kids Of The Diaspora
- 2025: Arabella
- 2025: The Adults Are Talking (feat. Vera)
- 2025: Mentsh United

## Auszeichnungen
2006
- BBC World Music Award[17]
  - Club Global

## Trivia
Shantel vertreibt in Kooperation mit dem rheinhessischen Weingut Eckert die eigene Wein-Edition Disko Partizani.